# 1996 год в авиации
Список событий в авиации в 1996 году.

## События
- 1 марта — заключён контракт на модернизацию 125-ти МиГ-21бис ВВС Индии[1].
- 21 марта — первый полёт учебно-тренировочного самолёта МиГ-АТ.
- 4 апреля — первый полёт самолёта Extra 400 c деталями из композитных материалов.
- 26 апреля — первый полёт учебно-боевого самолёта Як-130.
- 22 мая — совершил первый полёт самолёт А319 компании «Airbus»
- 16 августа — на заводе в Люберцах представлен первый из пяти прототипов многоцелевого ударного всепогодного вертолёта Ми-28Н круглосуточного боевого применения.
- 23 сентября — открытие первой в мире выставки гидроавиации — гидроавиасалона «Геленджик-96». Которая была проведена 23-29 сентября на территории Геленджикской испытательно-экспериментальной базы ОАО «ТАНТК им. Г. М. Бериева» и аэропорта г. Геленджика[2].

### Без точной даты
- Первый полёт аргентинского планёра Berca JB-3 Lácar[3]
- Совершил первый полёт американский спортивный самолёт ААА Vision[4].
- Первый полёт российского лёгкого самолёта Юнгеров А-17[5].

## Персоны

### Скончались
- 23 марта — Дольников, Григорий Устинович, советский лётчик-истребитель Великой Отечественной войны, Герой Советского Союза (1978), заслуженный военный лётчик СССР, генерал-полковник авиации, кандидат исторических наук. Принимал участие в боевых действиях с 1943 по 1945 года. Совершил 160 боевых вылетов, 42 воздушных боя. Сбил 15 самолётов противника лично и 1 в паре.
- 28 декабря — Раков, Василий Иванович, лётчик, дважды Герой Советского Союза, генерал-майор авиации (1949).